# ラ・シヤ天文台
ラ・シヤ天文台（ラ・シヤてんもんだい、ラ・シリャ-とも、La Silla Observatory）は、チリにある天文台。18基の望遠鏡を擁する。9基はヨーロッパ南天天文台 (ESO) が建造、その他も部分的にESOが関わっている。

## 概説
ヨーロッパ南天天文台では一番古いサイトに当たる天体観測施設。ラスカンパナス天文台及びセロ・トロロ汎米天文台と並び、南米では最大級に当たる国際共同天体観測施設。古くから天文台構想があり、交通の便も良いため、新しい観測施設のテストサイトとしても用いられている。サイト全体の広さは、ALMA望遠鏡とほぼ同じ規模に相当する。
現在は、管理棟や技術開発棟を初めとして、天体観測者の宿泊施設なども完備しており、食事もヨーロッパ本国と同じ食事を摂ることが可能である（ただしセルフサービス）。標高は後に建設されたサイトよりも低いため、チリの主な国際空港より直接自動車などで訪問が可能である。

## 場所
ラ・シヤ天文台は標高2,400メートル（m）の高山に位置する。アタカマ砂漠の北部にあり、ラ・セレナの町の160キロメートル（km）北に位置する。ラスカンパナス天文台27 km北にあり、セロ・トロロ汎米天文台が100 km南にある。良好なシーイングが得られる土地であり、1950年代から天文台設置構想があった。

## 成果
- 2005年に、太陽系外惑星 OGLE-2005-BLG-390Lb 発見の一端を担った。

## 観測所の風景

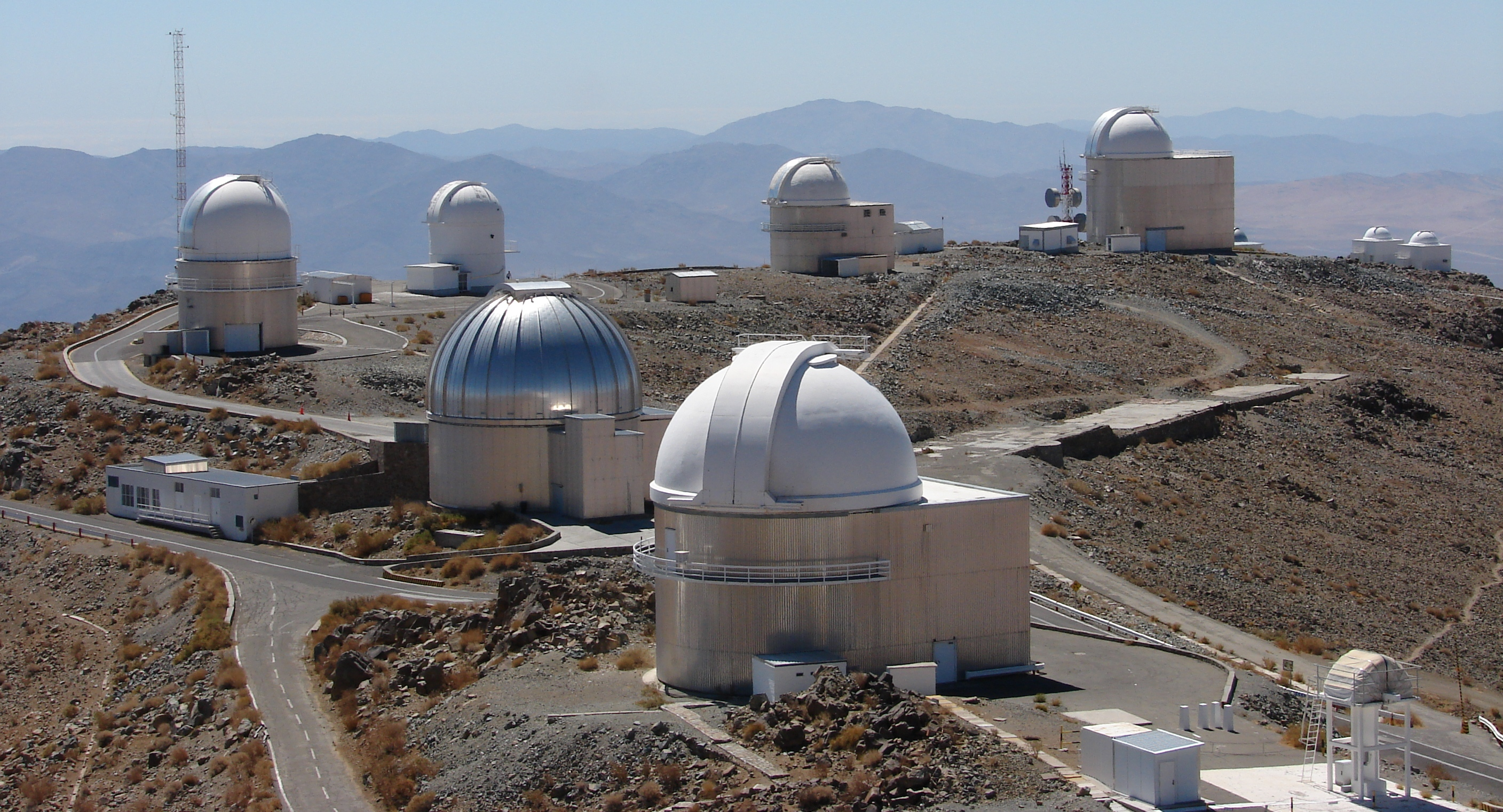
ラ・シヤ天文台
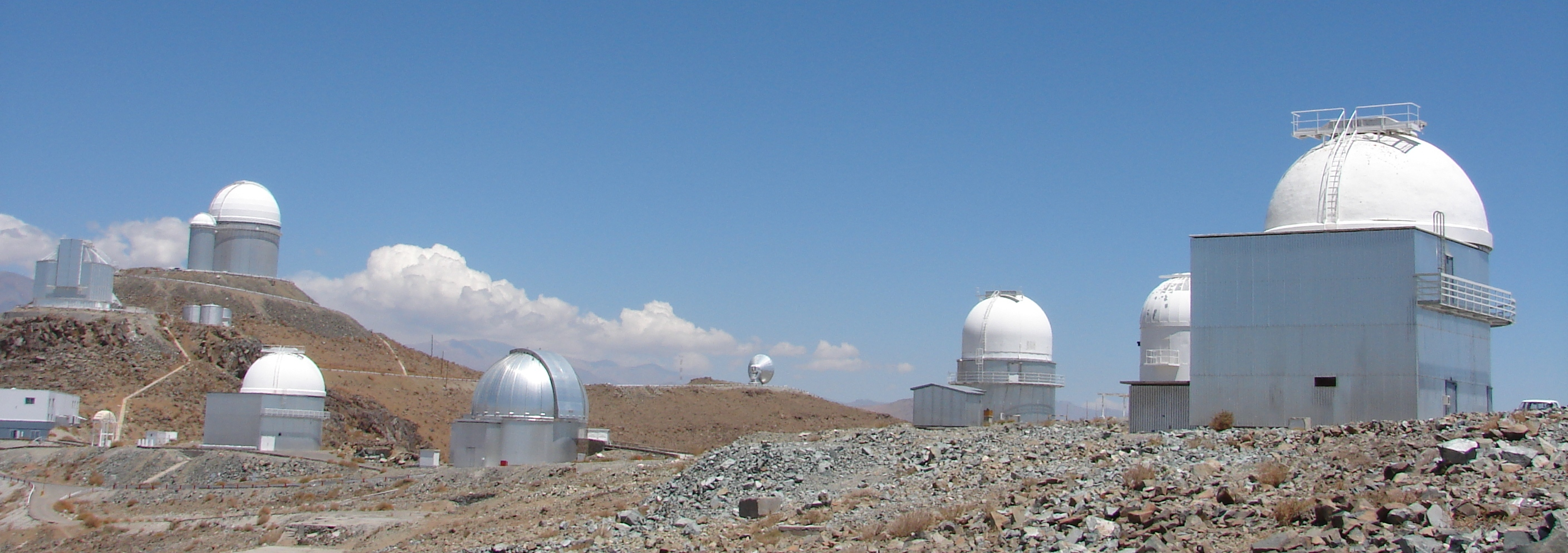
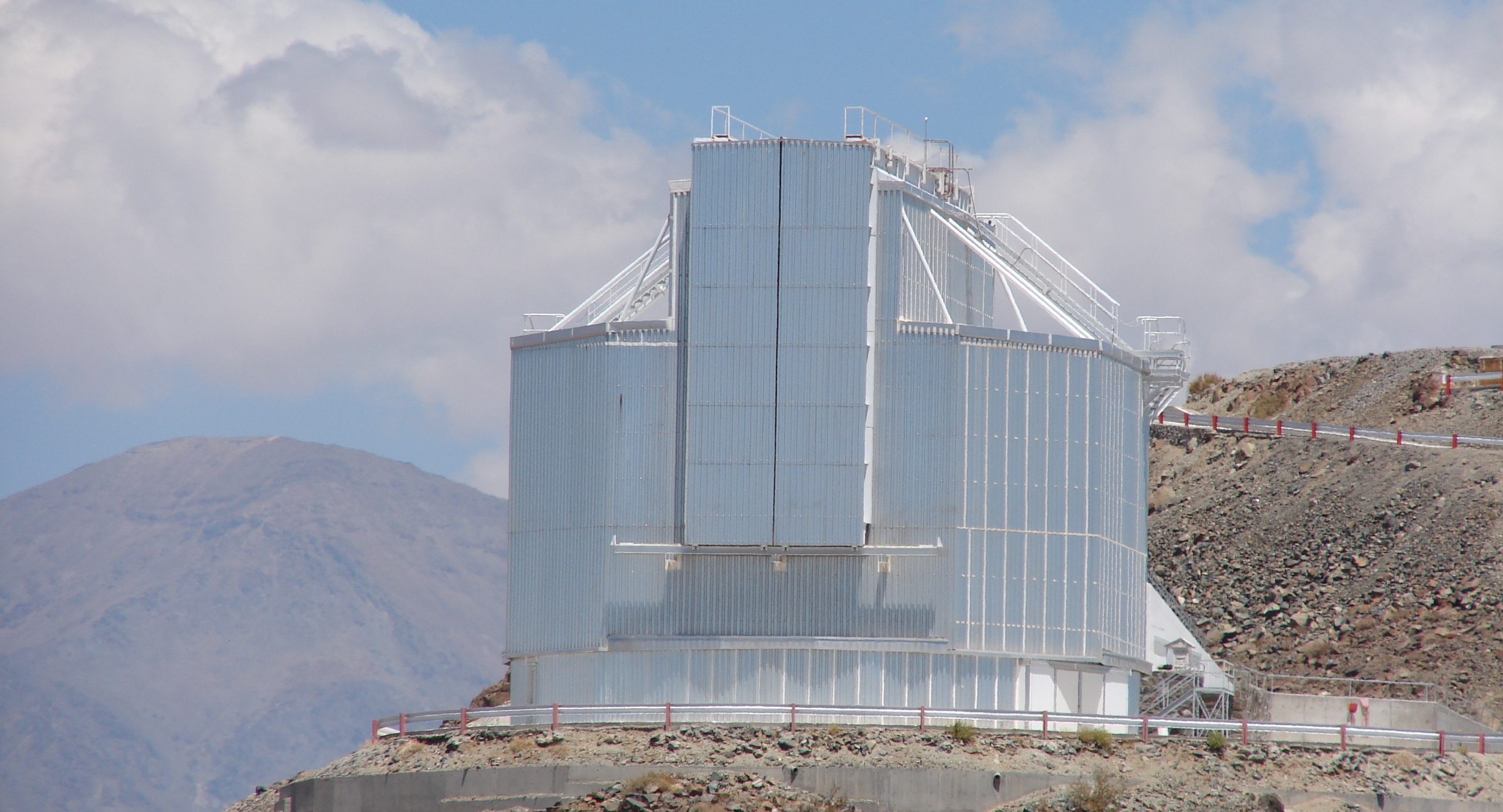

## 望遠鏡
設置されている望遠鏡を以下に示す
| 名前                 | 詳細 |
| -------------------- | --- |
| NTT                  | ESOが建設。口径 3.58 m新技術望遠鏡。能動光学によって鏡面を補正する。VLTの開発に役立った。                            |
| ESO 3.6 m            | ESOが1976年に建設。実際の口径は3.57 mで、NTTより小さい。                                                             |
| MPG/ESO 2.2 m        | ドイツのマックス・プランク研究所（MPG）が1983年に建設、ESOが運営。                                                   |
| ESO 1 m              | ESOが1966年に建設。1994年からDENIS 1m望遠鏡としてDENISサーベイで使用されている。※                                    |
| ESO 1 mシュミット    | ESOが1971年に建設。シュミット式望遠鏡。1998年に運用を終えたが、改修の上2009年に運用を再開した。※                     |
| デンマーク1.54 m     | デンマークが1978年に建設。                                                                                           |
| スイス1.2 m          | スイスが1998年に建設。別名レオンハルト・オイラー望遠鏡。                                                             |
| マルセイユ 36 cm     | マルセイユ天文台が1989年に建設。※                                                                                    |
| REM                  | イタリアが2003年に建設。ガンマ線バースト残光の観測を目的とした口径0.6 mロボット望遠鏡。                              |
| TRAPPIST-South       | ベルギーとスイスが2010年に建設。太陽系外惑星観測用の口径0.6 mロボット望遠鏡。                                        |
| TAROT                | フランスが2006年に建設。ガンマ線バースト残光用の口径0.25 mロボット望遠鏡で、高速動作する。                           |
| 運用を終了した望遠鏡 | |
| SEST                 | スウェーデンとESOが1987年に建設。口径15 m電波望遠鏡。APEXとALMAに代替され2003年に運用終了。                          |
| ESO 1.52 m           | ESOが1968年に建設。2002年に運用終了。                                                                                |
| ESO 0.5 m            | ESOが1971年に建設。1998年に運用終了。後にチリ・カトリック大学に移設された。                                          |
| ESO CAT              | ESOが1981年に建設。口径1.5 mの補助望遠鏡でESO 3.6 m望遠鏡に併設されていた。運用終了。                                |
| MarLy 1 m            | フランスが1996年に建設。2009年に運用終了しブルキナファソのDjaogari山へ移設された。                                   |
| オランダ90 cm        | オランダが1979年に建設。2006年に運用終了。                                                                           |
| スイスT70            | スイスが1980年に建設。口径70 cm。1.2 m望遠鏡に代替され1998年に運用終了。ドームはTRAPPIST-Southに再利用され現存する。 |
| ボーフム61 cm        | ボーフム大学が1968年に建設。運用終了。                                                                               |
| デンマーク50 cm      | デンマークが1971年に建設。運用終了。                                                                                 |
| スイス0.4 m          | スイスが1975年に建設。T70望遠鏡に代替され1980年に運用終了。                                                          |
| GPO                  | フランスが1968年に建設。大型プリズムを備えた分光観測用屈折望遠鏡。1996年に運用終了。                                 |

※印の望遠鏡は国際共同利用観測には使用されていないが、大学や研究所などの占有観測には貸し出している。これらの望遠鏡群の一部は、ヨーロッパ本国の天体観測施設から移管されてきたものである。